# Ørje fort

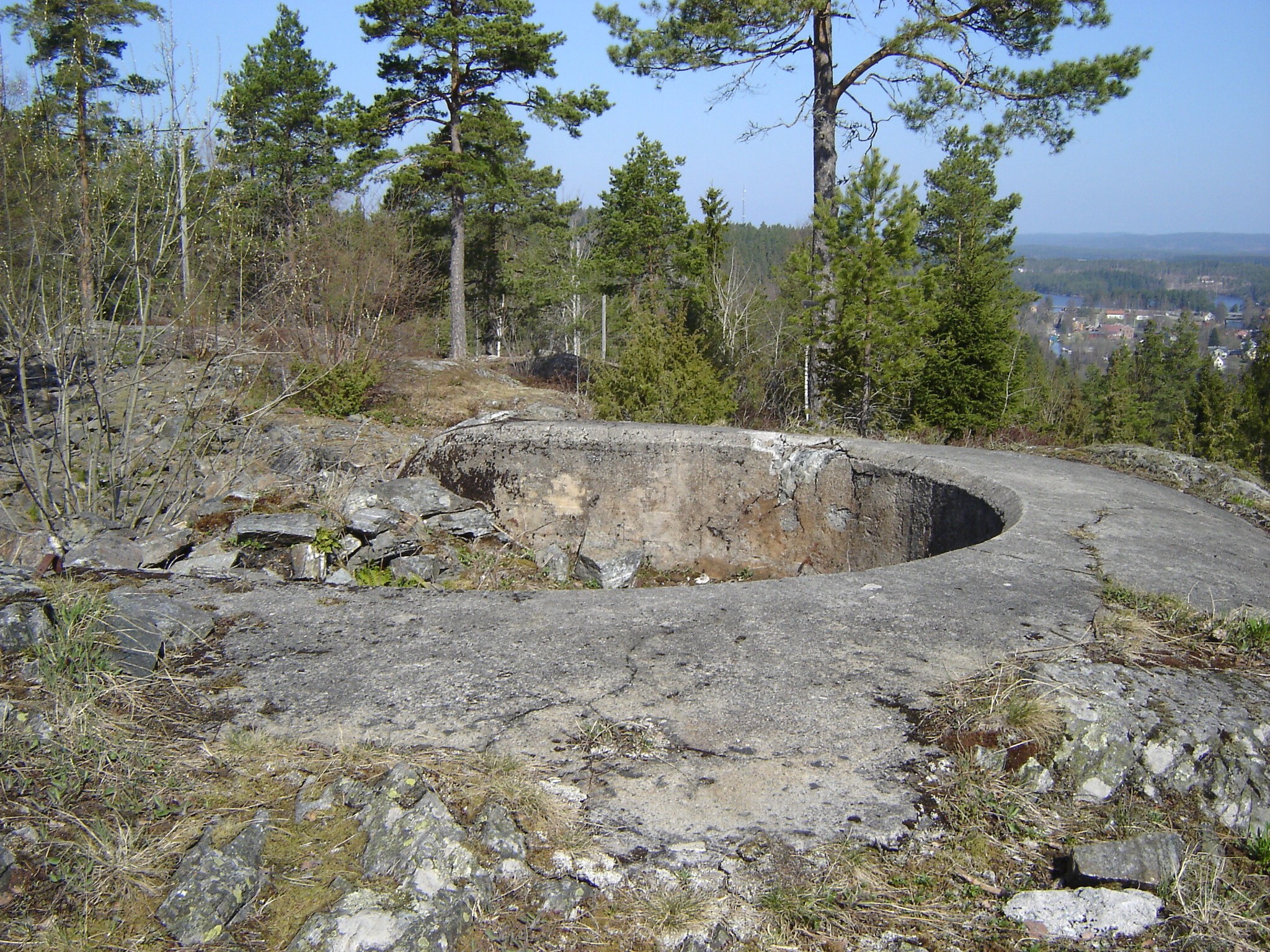
Kanonstilling på Lihammeren.

Ørje fort är befästningar som ligger i Markers kommun, Østfold fylke i Norge. Forten byggdes 1902-1903 för att skydda vägen genom Ørje som var en viktig infartsväg från Sverige. Ørje fort bestod av två delar: Norra och södra fortet. Det norra fortet låg sydväst om Ørje bro och slussar, det södra fortet låg på Likollen, 1 km längre söderut. Båda var delvis nedsprängda i berget och bestyckade med fyra kanoner. Forten hade två 105 mm kanoner och två 75 mm snabbskjutande kanoner. Dessutom hade forten två kulsprutor var.
Fortet lades ner i samband med  unionsupplösningen 1905 och kanonerna demonterades och överfördes till Hegra fästning. Det norra fortet blev delvis restaurerat 1991.

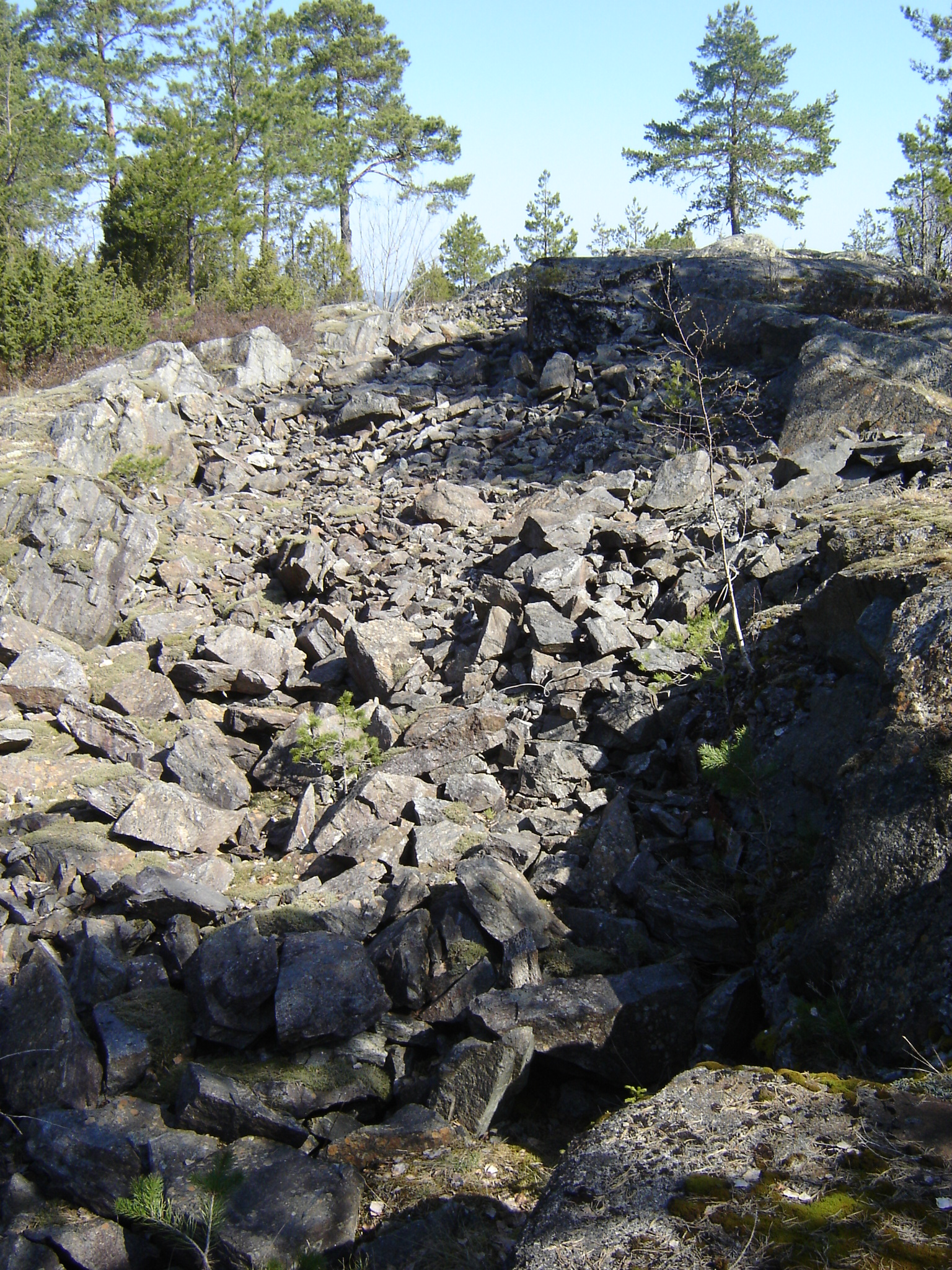
Skytegravene er fylt igjen.
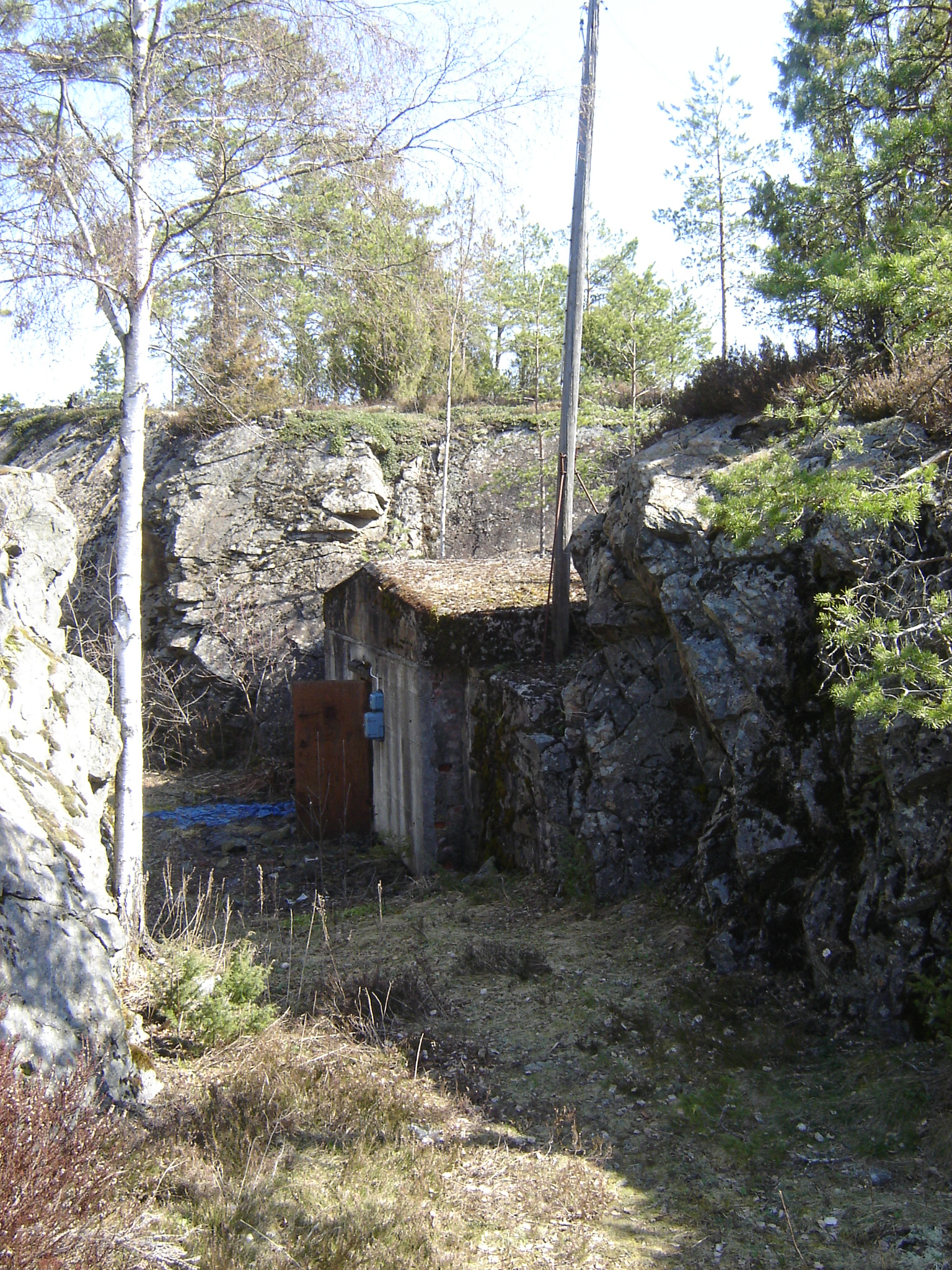
Bunker på Lihammeren.
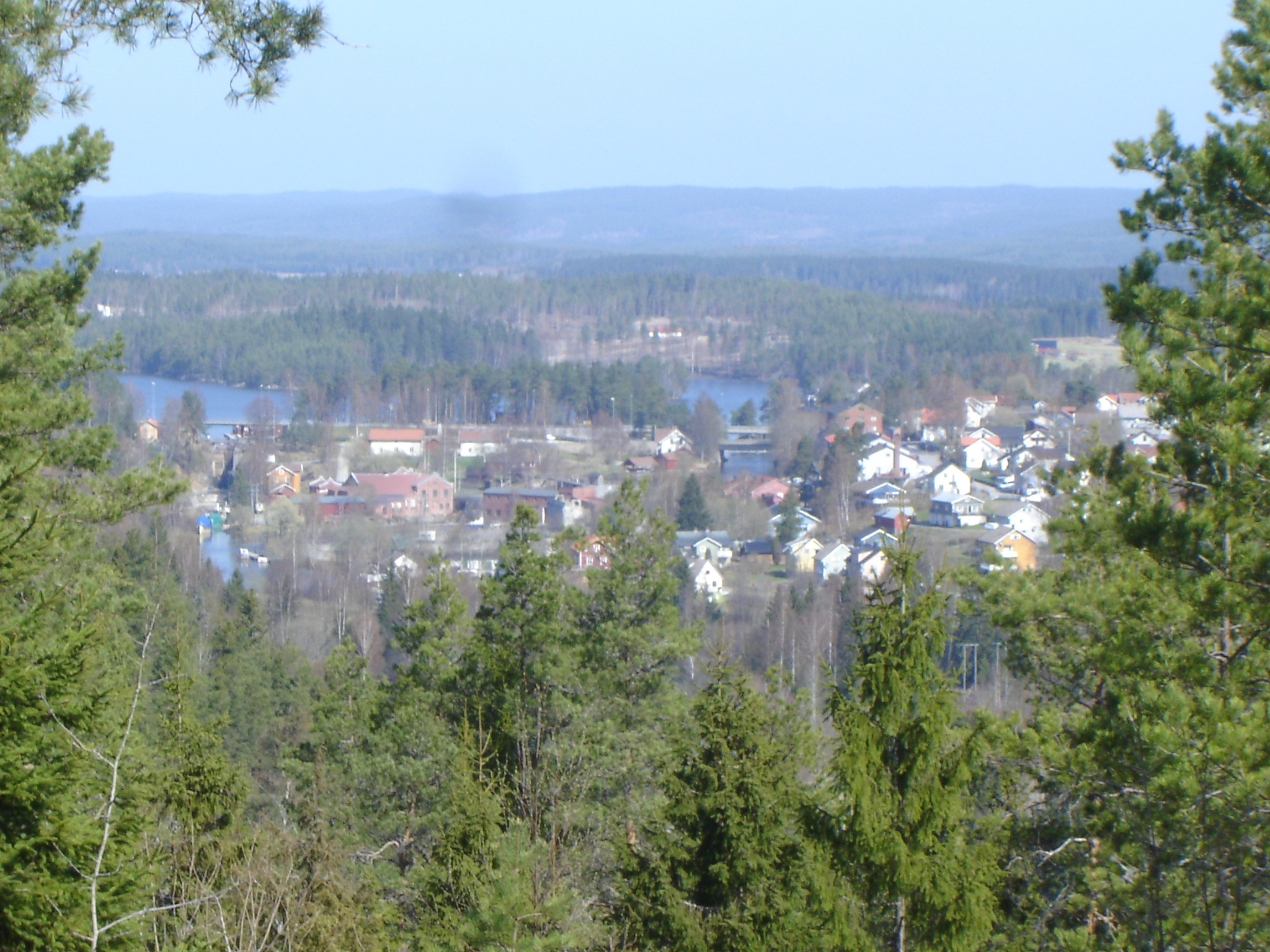
Utsikt mot Ørje og svenskegrensa.